# Persisk stör
Persisk stör (Acipenser persicus) är en art av släktet Acipenser som finns i Kaspiska havet. Den är en av leverantörerna till klassisk kaviar. Speciellt i handelssammanhang kallas arten också osietra.

## Utseende
Som alla störar är arten en långsträckt fisk med en hajliknande stjärtfena och en ryggfena som sitter långt bak på ryggen. I stället för fjäll har den fem rader med benplåtar längs kroppen. Även huvudet har benplåtar. Som mest kan hanen bli 242 cm och väga 70 kg, honan kan bli 176 cm lång.

## Vanor
Den persiska stören är en anadrom fisk som lever vid kuster och flodutlopp med bräckt vatten men vandrar upp i flodernas sötvatten för att leka. Födan består av bottenlevande blötdjur, kräftdjur och småfisk.

### Fortplantning
Hanen blir könsmogen mellan 8 och 12 års ålder, honan mellan 12 och 18 år. Leken sker i juni till augusti när vattentemperaturen når upp till 16°C, men arten leker inte varje år. Deltagarna migrerar i regel till lekplatserna under april till maj. Lekområdena utgörs av djupa, kraftigt strömmande floder med sten- eller grusbotten. Populationen i södra Kaspiska havet har två lekperioder, en i april till september och en i september till oktober, men leken där avbryts när vattentemperaturen når över 25°C. Ynglen stannar i floderna till sommaren påföljande år.

## Utbredning
Arten finns i Kaspiska havet, framför allt i den södra delen, och i östra Svarta havet.

## Taxonomi
Den persiska stören betraktades länge som en underart till Acipenser gueldenstaedtii (A. persicus gueldenstaedtii). Det är först i och med mera ingående studier 1973 som man har börjat betrakta den persiska stören som en egen art. Tester av mitrokondrie-dna har emellertid inte givit någon säker skillnad mellan arterna, så forskningen pågår fortfarande.

## Kommersiell användning
Arten är en av de störar (tillsammans med hus, stjärnstör och sterlett) som levererar den klassiska så kallade ryska kaviaren. Den kommer numera enbart från Kaspiska havet, och iransk kaviar är den enda som kan köpas legalt. I Iran odlas fisken för utsättning i fiskevattnen.

## Status
Den persiska stören är klassificerad som akut hotad av IUCN, och beståndet minskar. Främsta orsaken är överfiske. Kommersiell fångst av arten är förbjuden i Ryssland sedan 2000, men illegalt fiske förekommer och är fortfarande ett hot mot arten. Bifångst vid fiske av andra arter är också ett hot. I Iran, där fisken som nämnts ovan odlas för utsättning, är vattenföroreningar ett hot.